# Активность (химия)
Акти́вность компонентов раствора — эффективная (кажущаяся) концентрация компонентов с учётом различных взаимодействий между ними в растворе, то есть с учётом отклонения поведения системы от модели идеального раствора.

## Обзор
Активность была предложена в 1907 году Льюисом как новая переменная, применение которой вместо концентрации позволяет использовать для описания свойств реальных растворов относительно простые уравнения, полученные для идеальных систем. Альтернативой этому пути является использование более сложных уравнений, учитывающих взаимодействие между частицами (см., например, уравнение Ван-дер-Ваальса).
Активность отличается от общей концентрации на некоторую величину. Отношение активности ({\displaystyle a}) к общей концентрации вещества в растворе называется коэффициентом активности:
{\displaystyle \gamma ={a \over c}}
Коэффициент активности служит мерой отклонения поведения раствора (или компонента раствора) от идеального. Отклонения от идеальности могут быть обусловлены различными химическими и физическими причинами — дипольные взаимодействия, поляризация, образование водородных связей, ассоциация, диссоциация, сольватация и др.
Исходя из понятия химического потенциала, активность компонента в растворе можно определить как величину, которую нужно подставить в выражения для химического потенциала компонента в идеальном растворе:
{\displaystyle {\text{d}}\mu _{i}=RT\,{\text{d}}\!\left(\ln {x_{i}}\right)}
{\displaystyle \mu _{i}=\mu _{i}^{*}+RT\ln {x_{i}}}
(где {\displaystyle \mu _{i}^{*}} — химический потенциал чистого {\displaystyle i}-го компонента)
вместо мольной доли x, для того, чтобы получить действительное значение химического потенциала {\displaystyle i}-го компонента в реальном растворе:
{\displaystyle {\text{d}}\mu _{i}=RT\,{\text{d}}\!\left(\ln {a_{i}}\right)}
{\displaystyle \mu _{i}=\mu _{i}^{0}+RT\ln {a_{i}}}
где {\displaystyle \mu _{i}^{0}} — стандартный химический потенциал.
Размерность и величина активности зависит от используемого способа выражения концентрации — если {\displaystyle a_{x}} (активность при выражении концентрации как мольной доли) величина безразмерная, то {\displaystyle a_{c}} и {\displaystyle a_{m}} (для молярности и моляльности соответственно) — размерные величины, выражаются в моль/л и моль/кг.
В теории дистилляции активность компонента жидкости представляется как давление {\displaystyle p} пара компонента смеси в сравнении с давлением {\displaystyle p^{0}} пара чистого компонента: {\displaystyle a=p/p^{0}}. При этом {\displaystyle p=ap^{0}=\gamma }{\displaystyle Np^{0}} , где N — молярная доля компонента в жидкости, γ -коэффициент активности. Концентрационная зависимость активности, построенная при заданной температуре в координатах а-N, носит название диаграммы активности. Известны экспериментально построенные диаграммы активности для ряда двойных систем.
Коэффициент активности в общем случае может быть как больше, так и меньше единицы (при этом говорят о положительных или отрицательных отклонениях от идеального поведения соответственно, или о положительных и отрицательных отклонениях от закона Рауля). Возможны и знакопеременные отклонения от идеального поведения в одной диаграмме (с изменением в пределах от 0,01 и менее до 10 и более, что отражает сложных характер взаимодействия компонентов в системе). Например, для железа в системе Fe-S при 1300 °C коэффициенты активности изменяется от 0,004 при {\displaystyle x_{Fe}}=0,48 до 1,47 при {\displaystyle x_{Fe}}=0,68. В некоторых системах концентрационная зависимость активности является причиной существования стабильного состава, по достижении которого состав испаряющейся жидкости не меняется.
Важно отметить, что величина активности и коэффициента активности может быть различной в зависимости от выбора стандартного состояния.

## Выбор стандартного состояния
При использовании активности и коэффициента активности важную роль играет выбор стандартного состояния компонента, то есть состояния, в котором {\displaystyle \mu _{i}=\mu _{i}^{\mathrm {st} }}
Для растворов взаимно неограниченно растворимых жидкостей в качестве стандартного может быть выбрано состояние чистого компонента (как для растворителя, так и для растворенного вещества):
при {\displaystyle x_{i}\rightarrow 1} {\displaystyle a_{i}\rightarrow 1} и {\displaystyle \gamma _{i}\rightarrow 1}
Иногда такой выбор называют симметричной системой стандартного состояния.
В случае, если рассматривается раствор газа и или твердого вещества в жидкости, мольную долю растворенного вещества нельзя изменять до единицы. Тогда для растворителя — жидкости — стандартное состояние может быть выбрано так же, как показано выше, а для растворенного вещества за стандартное состояние принимают гипотетический раствор с концентрацией, равной единице, но сохраняющий свойства предельно разбавленного раствора. Иначе говоря, это такое состояние, для которого давление пара численно равно константе Генри:
{\displaystyle p^{\mathrm {st} }=k_{\mathrm {H} }}
Таким образом, для растворителя и растворенного вещества здесь принимаются разные стандартные состояния — это несимметричная система стандартных состояний.
В системах с ограниченной растворимостью за стандартное может быть принято состояние компонента в насыщенном растворе:
{\displaystyle p_{i}^{\mathrm {st} }=p_{i}^{\mathrm {sat} }}
{\displaystyle a_{i}={\frac {p_{i}}{p_{i}^{\mathrm {sat} }}}}
{\displaystyle \gamma _{i}={\frac {a_{i}}{x_{i}}}}
В зависимости от исследуемой системы, в качестве стандартного может быть выбрано и другое состояние, например, для серы при исследовании богатых сульфидных расплавов — состояние серы в стехиометрическом сульфиде. При рассмотрении результатов эксперимента, использовании справочных данных и т. п. следует обязательно указывать, какое именно состояние компонента принято за стандартное.

## Методы определения активности
Экспериментальные методы определения активности компонентов в растворе основаны на изучении какого-либо гетерогенного равновесия в системе. При рассмотрении этих методов следует помнить, что в условиях равновесия химические потенциалы i-го компонента в разных фазах (I и II) равны:
{\displaystyle \mu _{i}^{\mbox{I}}=\mu _{i}^{\mbox{II}}}
Это соотношение является исходной точкой для вывода расчетных уравнений в некоторых из методов определения активности. Кроме того, активности компонентов в некоторой фазе связаны между собой уравнением:
{\displaystyle \sum _{i}x_{i}{\text{d}}\!\left(\ln a_{i}\right)=0}

### По равновесному давлению пара
В основе этого метода лежит соотношение:
{\displaystyle a_{i}={\frac {p_{i}}{p_{i}^{\mathrm {st} }}}}
где {\displaystyle p_{i}} — парциальное давление пара компонента над раствором, а {\displaystyle p_{i}^{\mathrm {st} }} — давление пара этого компонента для стандартного состояния (см. выше). Соответственно, если за стандартное состояние принято состояние чистого компонента, то {\displaystyle p_{i}^{st}=p_{i}^{0}}.
Экспериментальные методы определения давления пара компонентов над раствором весьма разнообразны; выбор того или иного из них определяется, в частности, исследуемой системой (водный раствор или иная низкотемпературная система, либо расплавленный металл, шлак, штейн и т. п.).

### По повышению температуры кипения раствора
Температура кипения раствора {\displaystyle T_{\mathrm {b} }} выше температуры кипения чистого растворителя {\displaystyle T_{\mathrm {b} }^{0}}. Данные об изменении температуры кипения раствора могут быть использованы для расчета активности растворителя, в соответствии с уравнением:
{\displaystyle \ln a_{1}=-{\frac {\Delta H_{\mathrm {evap} }}{RT_{\mathrm {b} }^{0}T_{1}}}\Delta T_{\mathrm {b} }},
где {\displaystyle \Delta H_{\mathrm {evap} }} — теплота испарения растворителя, в интервале от температуры кипения чистого растворителя до температуры кипения раствора принимаемая постоянной. Индексом «1» обычно обозначается растворитель.

### По понижению температуры замерзания раствора
Температура замерзания раствора {\displaystyle T_{\mathrm {melt} }} ниже температуры замерзания чистого растворителя {\displaystyle T_{\mathrm {melt} }^{0}}. Соответственно, активность растворителя можно рассчитать, используя зависимость:
{\displaystyle \ln a_{1}=-{\frac {\Delta H_{\mathrm {melt} }}{RT_{\mathrm {melt} }^{0}T_{\mathrm {melt} }}}\Delta T_{\mathrm {melt} }},
где {\displaystyle \Delta H_{\mathrm {melt} }} — теплота плавления растворителя.

### По осмотическому давлению раствора
Величина осмотического давления раствора может быть использована для определения активности растворителя в соответствии с соотношением:
{\displaystyle \ln a_{1}=-{\frac {\pi {\overline {V_{1}}}}{RT}}}
где {\displaystyle \pi } — осмотическое давление, {\displaystyle {\overline {V_{1}}}} — парциальный молярный объём растворителя.

### По распределению компонента между конденсированными фазами
Активность компонента раствора можно определить, изучая равновесное распределение его между двумя контактирующими конденсированными фазами (различными растворителями, сплавом и шлаком, шлаком и штейном и т. п.), одна из которых — исследуемый раствор, а для другой активность или коэффициент активности уже известны. В общем случае:
{\displaystyle {\frac {a_{i}^{\mathrm {I} }}{a_{i}^{\mathrm {I_{st}} }}}={\frac {a_{i}^{\mathrm {II} }}{a_{i}^{\mathrm {II_{st}} }}}}
В частности, если выбор стандартного состояния компонента для фаз таков, что {\displaystyle \mu _{i}^{0_{\mathrm {I} }}=\mu _{i}^{0_{\mathrm {II} }}}, это выражение принимает более простой вид:
{\displaystyle a_{i}^{\mathrm {I} }=a_{i}^{\mathrm {II} }}
Экспериментально в этом методе определяют равновесные концентрации компонента или коэффициент распределения компонента между растворами.

### По равновесию химической реакции с газовой фазой
При исследовании оксидных расплавов активность компонентов часто определяют, используя следующие химические реакции:
{\displaystyle {\rm {MeO+H_{2}=Me+H_{2}O}}}
{\displaystyle {\rm {MeO+CO=Me+CO_{2}}}}
Для первой из приведенных реакций константа равновесия имеет вид:
{\displaystyle K_{\mathrm {MeO} }={\frac {p_{\mathrm {H_{2}O} }\cdot a_{\mathrm {Me} }}{p_{\mathrm {H_{2}} }\cdot a_{\mathrm {MeO} }}}}
Если оксидный и металлический расплавы взаимно нерастворимы и восстанавливается индивидуальный оксид, то {\displaystyle a_{\mathrm {Me} }=1}, и тогда:
{\displaystyle a_{\mathrm {MeO} }={\frac {1}{K_{\mathrm {MeO} }}}\cdot {\frac {p_{\mathrm {H_{2}O} }}{p_{\mathrm {H_{2}} }}}}
Если металл выделяется в виде сплава с другими компонентами или растворяется в фазе-коллекторе, его активность не равна единице и формула принимает вид:
{\displaystyle a_{\mathrm {MeO} }={\frac {1}{K_{\mathrm {MeO} }}}\cdot {\frac {p_{\mathrm {H_{2}O} }}{p_{\mathrm {H_{2}} }}}\cdot a_{\mathrm {Me} }}
Активность металла в сплаве здесь должна быть известна из независимых измерений.
Опытным путём в данном методе определяют отношение {\displaystyle {\frac {P_{\mathrm {H_{2}O} }}{P_{\mathrm {H_{2}} }}}}.

Кроме того, активность оксидного компонента связана с равновесным давлением кислорода над расплавом, с учётом реакций в газовой фазе, например:
{\displaystyle {\rm {H_{2}+{\tfrac {1}{2}}O_{2}=H_{2}O}}}
или
{\displaystyle {\rm {CO+{\tfrac {1}{2}}O_{2}=CO_{2}}}}
Тогда можно показать, что
{\displaystyle a_{\mathrm {MeO} }={\frac {P_{\mathrm {O_{2}} }^{\tfrac {1}{2}}}{(P_{\mathrm {O_{2}} }^{\mathrm {st} })^{\tfrac {1}{2}}}}}
Для сульфидных расплавов используют реакцию:
{\displaystyle {\rm {MeS+H_{2}=Me+H_{2}S}}}
или (значительно реже):
{\displaystyle {\rm {MeS+O_{2}=Me+SO_{2}}}}

### По значению ЭДС гальванического элемента
Электродвижущая сила концентрационной цепи с переносом может быть выражена следующим соотношением:
{\displaystyle E={\frac {RT}{nF}}\ln {\frac {{a''}_{\mathrm {Me} }}{{a'}_{\mathrm {Me} }}}}
Соответственно, такую цепь можно использовать для нахождения активности и коэффициента активности. В некоторых случаях (например, для сложных сульфидных расплавов) побочное взаимодействие электролита с электродами может приводить к невозможности определения активности компонентов по ЭДС цепи, тогда используют концентрационные цепи без переноса. Нахождение активности компонента по ЭДС концентрационной цепи без переноса — один из самых точных способов определения активности .

## Комментарии
1. ↑  «Известно, что “чистая” термодинамика сама по себе в значительной степени бесплодна; для ее оплодотворения необходимо знание уравнений состояния систем. Здесь — трагедия нашей науки. Огромной мощности аппарат термодинамики спотыкается о наше незнание действительных уравнений состояний, и обычно он пользуется только уравнением состояния идеальных газов. В результате оказывается, что основной закон химии — закон действующих масс — есть закон приближённый. Для того чтобы подойти к действительному изучению реальных систем, можно идти двумя путями. Первый из них — очень простой: можно постулировать, что форма закона действующих масс сохраняется и в случае реальных систем, но в него входят не концентрации веществ, а особые величины, подобранные так, чтобы этот закон в заданной форме оправдывался. Если так подобранные величины оправдывают себя, то, с практической точки зрения, они полезны и их надо использовать. Это — путь американской школы Льюиса, всё более проникающий в термодинамику и в физическую химию. Понятно, что этот путь имеет отрицательную сторону — незнание функциональной зависимости новых величин от концентраций в общем случае, и пока эта задача не решена, американский путь есть эмпирико-вычислительный путь, практически полезный, но заслоняющий теоретическую сторону термодинамики, а следовательно и неспособный не только предсказывать новые явления в сложных системах, но и объяснить те из них, которые случайно открыты опытом»[1].
2. ↑  Обычно в термодинамических расчётах оперируют рассматриваемой в статье относительной термодинамической активностью[3][4] компонента по Льюису
{\displaystyle \ln a\equiv \left({\frac {\mu -\mu ^{0}}{RT}}\right)}
или[5]
{\displaystyle a\equiv \exp \left({\frac {\mu -\mu ^{0}}{RT}}\right)},
тогда как в химической кинетике или статистической физике предпочитают использовать абсолютную термодинамической активность компонента по Гуггенгейму[4][6][5]
{\displaystyle \ln \lambda \equiv \left({\frac {\mu }{RT}}\right)}
или[7][8][9][10][5]
{\displaystyle \lambda \equiv \exp \left({\frac {\mu }{RT}}\right)}.